# كريستيان أسومو
كريستيان أسومو (بالفرنسية: Christian M'Billi-Assomo)‏ (مواليد 26 أبريل 1995) هو ملاكم فرنسي، مثّل بلاده في الألعاب الأولمبية الصيفية 2016.

## روابط خارجية
كريستيان أسومو على موقع بوكس ريك (الإنجليزية) (registration required)
- كريستيان أسومو على موقع اللجنة الأولمبية الدولية (الإنجليزية)
- كريستيان أسومو على موقع أوليمبيديا (الإنجليزية)
- كريستيان أسومو على موقع اللجنة الأولمبية الفرنسية (مؤرشف) (الفرنسية)